# Jason Leffler
Jason Leffler (Long Beach, 16 de setembro de 1975 — Camden, 12 de junho de 2013) foi um automobilista dos Estados Unidos. 
Começou sua carreira pilotando midgets (espécie de buggy de corrida), tendo sagrado-se tricampeão da USAC na modalidade (1997, 1998 e 1999) e da USAC Silver Crown em 1998. Entre 2001 e 2013, competiu na Sprint Cup Series (divisão princical da NASCAR), mas não conseguiu vencer nenhuma de suas 73 corridas disputadas, obtendo apenas uma pole position. Viveu seu melhor momento disputando a Nationwide Series (espécie de "segunda divisão" da NASCAR), participando de 294 provas e vencendo duas corridas. Ainda teve tempo de disputar a Camping World Truck Series, onde venceu uma corrida.
Leffler teve ainda uma passagem-relâmpago pela IndyCar Series entre 1999 e 2000, correndo três provas pela equipe Treadway Racing (duas em 1999 e as 500 Milhas de Indianápolis de 2000). Marcou trinta pontos durante sua curta trajetória na categoria.

## Morte
Em 12 de junho de 2013, Leffler participou de uma etapa de midgets no Bridgeport Speedway, uma pista de terra em formato oval localizado em Camden, no estado de Nova Jérsei. Dois dias antes, havia corrido a etapa de Pocono da Nationwide. Pilotando um 410 Sprint Car, o piloto bateu com violência no muro e foi retirado inconsciente do veículo. A equipe de paramédicos tentou reanimá-lo e chegou a levar Leffler para um hospital, mas em decorrência dos graves ferimentos, ele faleceu, aos 37 anos de idade. Com a morte de Jason, que participaria da chamada "Noite dos Aneis" (uma série de corridas em que a principal teria 25 voltas e daria US$ 7 mil ao vencedor), todos os eventos foram cancelados.
Em comunicado, a NASCAR deu seus profundos sentimentos e orações à família de Leffler, que foi definido como um "forte competidor". A Indy também emitiu uma nota de pesar pela morte do piloto.“A Indy estende suas condolências à família de Jason Leffler pela trágica perda. Jason era campeão da USAC, fez três corridas na Indy, incluindo as 500 Milhas de Indianápolis de 2000. Nossos pensamentos e orações estão com sua família neste momento difícil”.

## Galeria de imagens

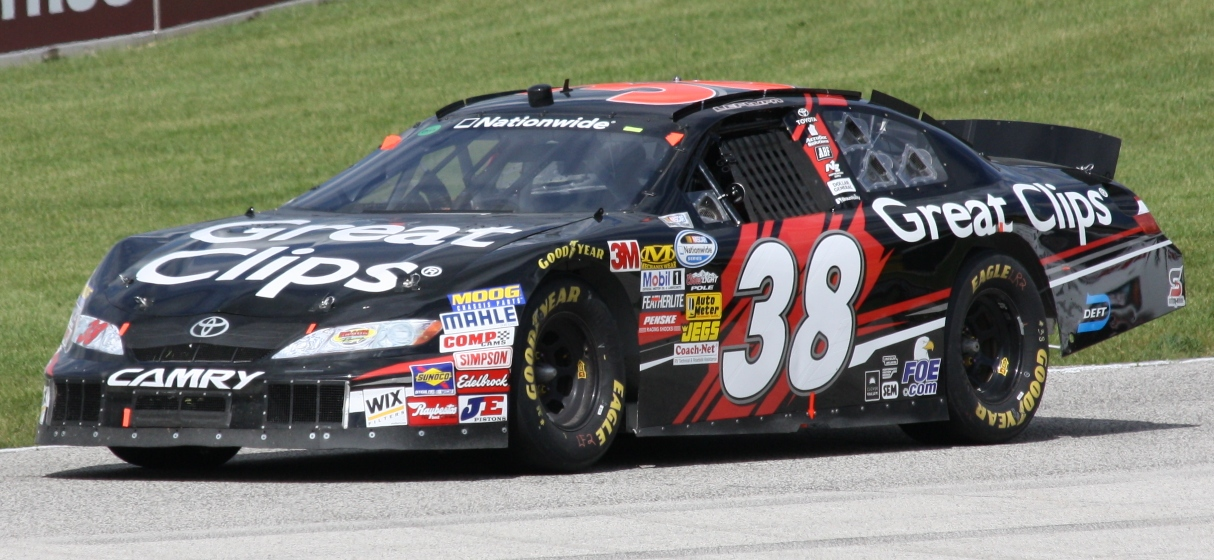
Carro #38 de Jason Leffler, em 2010.
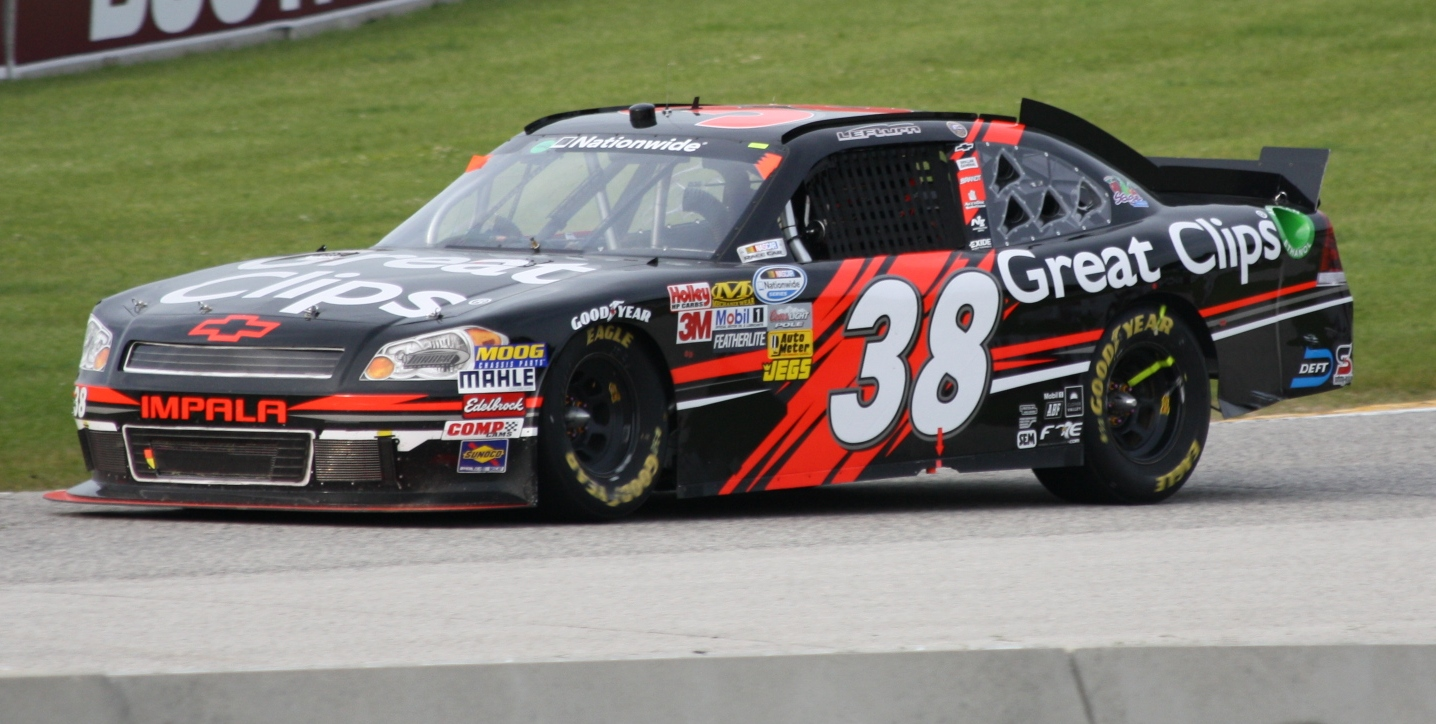
Participação de Leffler na etapa de Road America em 2011.
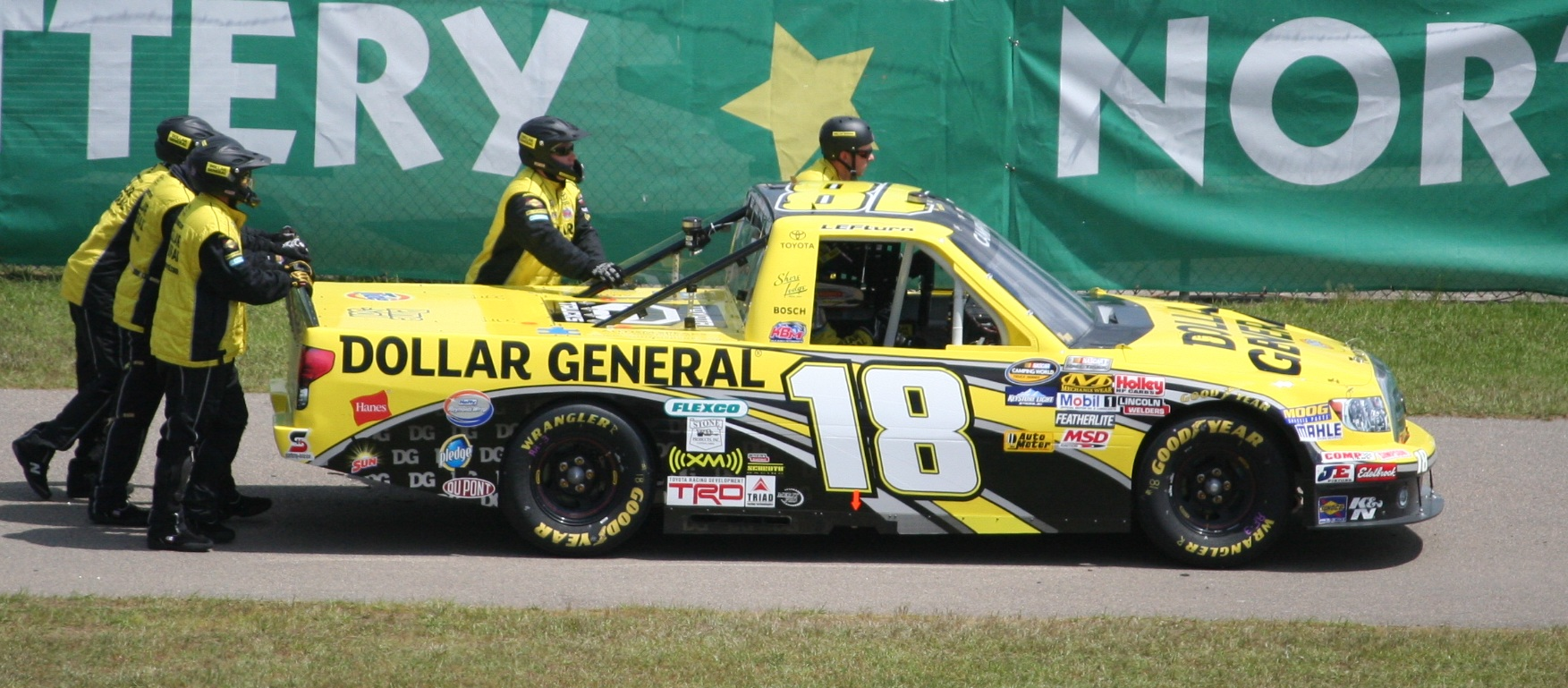
Leffler no Rockingham Speedway, em 2012.
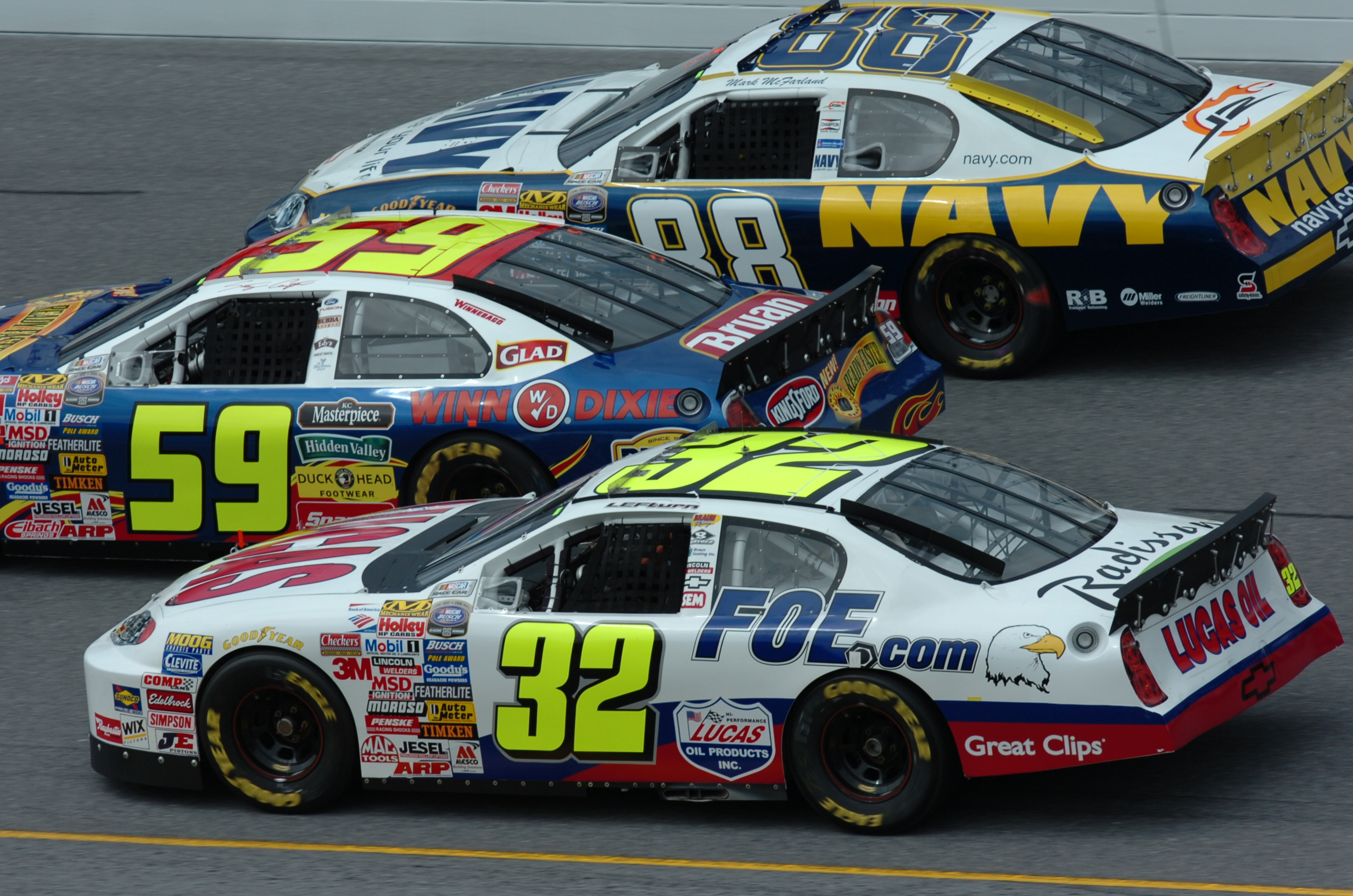
Leffler (carro 32) na etapa de Daytona, em 2006.
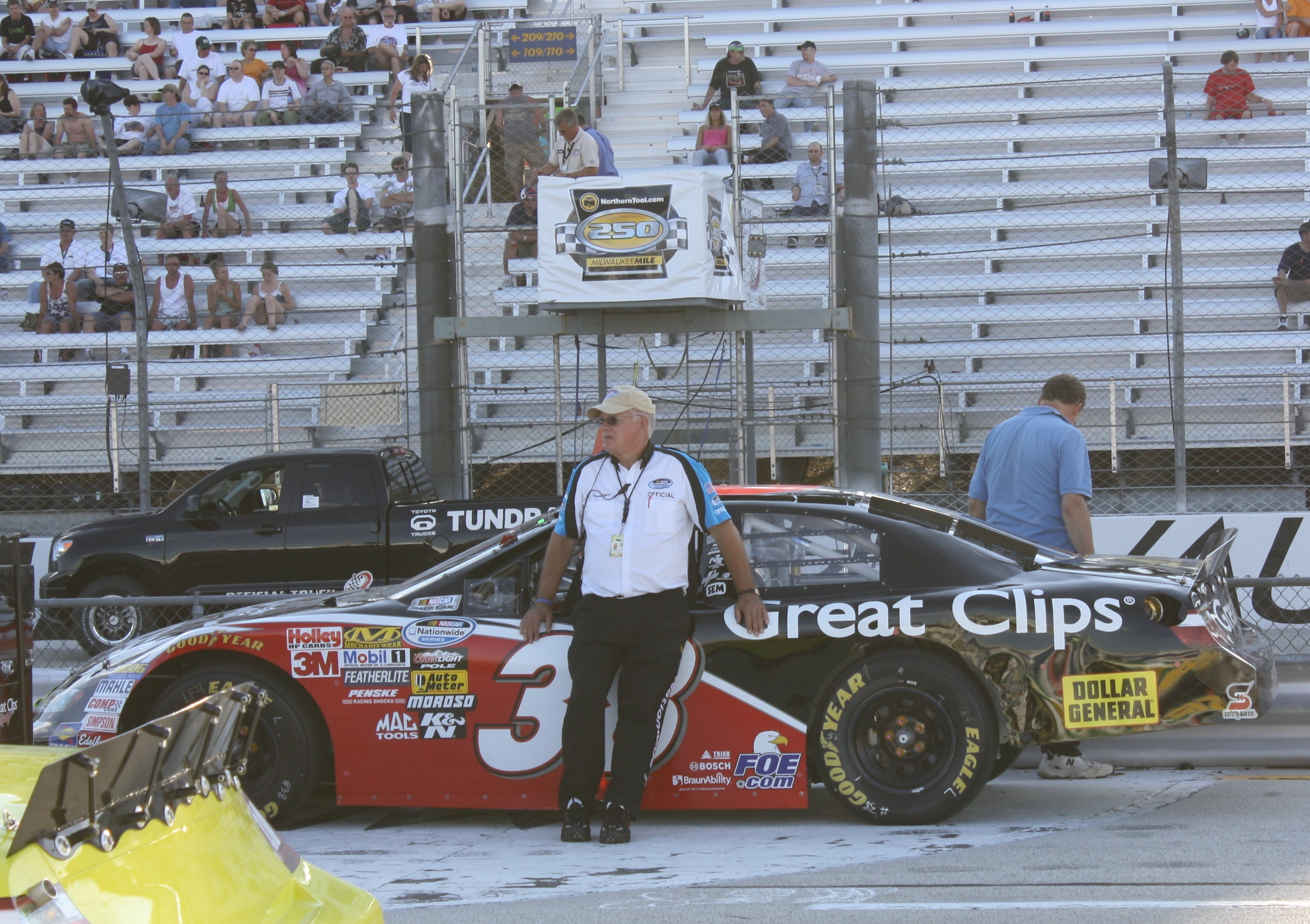
Carro de Leffler no circuito de Milwaukee, em 2012.